# スイートブラック
『スイートブラック』は、西形まいによる日本の漫画作品。
『ザ花とゆめ』（白泉社）にてシリーズものとして掲載された。単行本は全1巻。

## あらすじ
幼い外見を持つ女子高生ハルは、2歳年上の幼馴染である早桐に密かな想いを寄せている。「側にいられればいい」と思いながらも、人気モデルとして華やかな世界で生きる早桐とハルの距離は広がっていく…。果たしてハルの恋の行方は?

## 登場人物
明神 ハル（みょうじん はる）
主人公。高校2年生。幼馴染の早桐に片思いしており、週に1回、一人暮らしの早桐のマンションの部屋を片付けるのが日課となっている。身長143cmで貧乳という、幼い外見にコンプレックスを持っている。有名モデルであるジェイの大ファン。
太刀川 早桐（たちかわ さぎり）
隣に住んでいたハルの幼馴染。身長183cmの19歳。4年前にハルの言葉がきっかけで大手事務所のモデルオーディションを受け、一発合格する。現在は人気モデルとして活躍中。社会人になったことをきっかけに一人暮らしを始めたが、無精者で得意技が散らかすことの為、ハルに合鍵を渡して定期的に家事全般を任せている。大量の砂糖を入れて飲むコーヒーが好き。ハルの気持ちに気付く気配は全くなかった。
アヤ
ハルの友人。ハルの恋を応援している。彼氏持ち。
竹家（たけうち）
早桐のマネージャー。25歳。
新（あらた）
カメラマン。早桐と仕事をすることが多い。
ジェイ
日本を代表する有名男性モデル。仕事をきっかけにハルと知り合い、お互いに恋愛話をする関係になる。

## 書誌情報
- 西形まい 『スイートブラック』 白泉社〈花とゆめコミックス〉、2007年10月19日発売、ISBN 978-4-592-18438-6